# اغنية العندليب (فلم)
أغنية العندليب (بالإسبانية: Saeta del ruiseñor) هو فيلم موسيقي إسباني من عام 1959 من إخراج أنطونيو ديل آمو وبطولة جوزيليتو وآيفي بليس وأرشيبالد إل ليال.

## القصة
جوزيليتو صبي يعيش في بلدة صغيرة في إشبيلية. لديه أخت تدعى كارميلا كان يتقرب منها «ال كويكو». نظرًا لأن الطفل يتمتع بصوت رائع، فإن صديق أختها يريد الاستفادة منها لأنه يريد الزواج منها، وهو ما يرفضه الصبي. أخيرًا يلتقي بفتاة عمياء تُدعى أليسيا سيجعل جوسيليتو يشارك في مسابقة إذاعية ليتمكن من دفع ثمن العملية التي يمكن أن تستعيد بصره.

## تمثيل
- جوزتيلو دور جوزتيلو
- ايفي بليس دور دورثي
- ارخيبالد ل. ليال دور السيد. ريتشارد
- فيكي لاغوس دور كارميلا
- مانويل زارزو دور كويكو
- انيبال فيل (اس) دور الكلاد
- لولا ديل بينو دور ام اليسيا
- ايما بيكو دور ام جوزتيلو
- لويس مورينو دور سير. خوسيه
- فيلكس بريونس دور اب اليسيا
- مانويل غويتيان (اس) دور بايليف
- كالميرلو ج. روبليدو
- لويس روزس دور البروفيسور
- خوسيه ماريا سانشيز رودا (اس)
- ماري كارمن الونزو دور اليسيا
- انتونيو فيلا دور غورديلو

## روابط خارجية
- مقالات تستعمل روابط فنية بلا صلة مع ويكي بيانات